# Yekokora
La Yekokora ou Yokokala est une rivière du Congo-Kinshasa, un sous-affluent du fleuve Congo par la Lulonga-Lopori dont elle est un affluent. Elle sert de limite nord à la réserve de faune de Lomako-Yokokala.